# Орлова, Милена Вячеславовна
Милена Вячеславовна Орлова (род. 6 декабря 1967, Москва) — российский искусствовед и художественный критик, журналистка, главный редактор русской версии издания об искусстве «The Art Newspaper Russia».

## Биография
Окончила отделение истории и теории искусства исторического факультета Московского государственного университета имени М. В. Ломоносова (1992), окончила аспирантуру Государственного института искусствознания. С 1990 года публикации Милены Орловой регулярно появляются в периодической печати: «Гуманитарный фонд», «Вернисаж», «Независимая газета», «Коммерсантъ-Daily», журналы «Столица», «Знание-сила», «Художественный журнал» и других.
С 1997 по 2009 работала в газете «КоммерсантЪ» — корреспондентом, заместителем руководителя отдела культуры.
С мая 2009 года до марта 2011 года Милена Орлова возглавляла журнал «АртХроника».
С марта 2012 года Милена Орлова — главный редактор русской версии издания об искусстве «The Art Newspaper Russia».
Соавтор, вместе с Александрой Обуховой, книги «Живопись без границ. От поп-арта до концептуализма». Москва, Галарт, 2001
Член Общественного совета Государственного конкурса в области современного искусства «Инновация».